# Grube Haus Nassau
Die Grube Haus Nassau war ein Kupferbergwerk bei Donsbach (Gemeinde Dillenburg) im Lahn-Dill-Kreis. Die Grube lag am Berg Rutsch südwestlich von Donsbach.

## Gangmittel
Der Gangzug lag innerhalb eines Bandes aus Schalstein, welches sich von oberhalb Donsbach über Nanzenbach nach Hirzenhain hinzog. Die Gruben auf diesem Gangzug waren:
- Altehoffnung bei Langenaubach
- Stangenwage, Grube Bergmannsglück, Gnade Gottes bei Donsbach
- Rosengarten bei Sechshelden
- Nicolaus und Fortunatus bei Dillenburg
- Alte Lohrbach, Neuermuth, Gemeine Zeche bei Nanzenbach

Die Grube baute auf mehreren kurzen, quarzführenden Kupferkiesmitteln, welche eine Mächtigkeit von 15 bis 18 cm aufwiesen.
Die vorhandenen Erze bestanden aus Kupferbraun und Kupferpecherz, etwas eingemengtem Kupferkies und faserigem Malachit.
Die Grube markscheidete nördlich mit den Gruben Bergmannsglück und Stangenwage und baute teilweise auf den gleichen Gängen. Die Grube Maria bei Schönbach lag (weit entfernt) auf einer südlichen Fortsetzung der Gänge.

## Geschichte

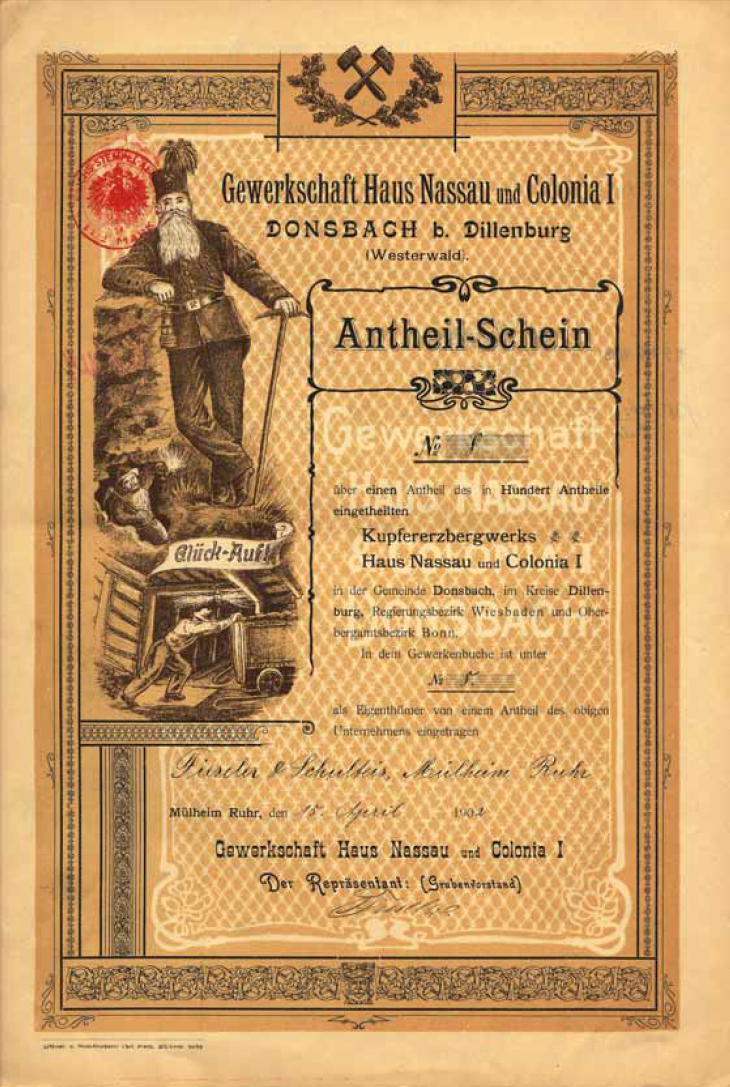
Kuxschein der konsolidierten Grube von 1902

Bergmännische Tätigkeit existierte an der Südseite des Berges Rutsch wohl bereits vor dem Jahr 1757, denn die Grube Haus Nassau lieferte bereits 1757 das erste Mal Erze zur Verhüttung. Die Erze der Grube wurden in der Dillenburger Isabellenhütte verschmolzen.
Der Oranisch Nassauische Kalender berichtet 1772, dass auf einen Kux (Anteil) der Grube Haus Nassau 1771 im Quartal Trinit. 22½ Kreuzer Ausbeute ausbezahlt wurden.
1827 bestand die Gewerkschaft überwiegend aus Eigenlöhnern und war daher finanziell eher schwach. Cramer beschrieb daher die Aussichten für das kostenintensive Aufschließen neuer Vorkommen des Bergwerks als nicht sehr positiv.
Ein Stollen, welcher 1885 400 m Länge aufwies, führte in den Berg Rutsch. Er lag ungefähr auf 365 m ü. NN (15 Lachter höher als der tiefe Stollen der Grube Stangenwage und 10 Lachter höher als der tiefe Stollen der Grube Bergmannsglück).
Aufgrund der Autarkie-Bestrebungen des deutschen Reiches in den 30er Jahren übernahmen die Mannesmannröhren-Werken die Mehrheit der Kuxe an Haus Nassau und Colonia I 1938.

### Förderung
Bis 1774 wurden bei geringem Betrieb lediglich 710 Zentner Kupfererze gefördert.
Die Qualität des Erzes beschrieb Becher als schwach und die Grube sei eher wegen ihrer schönen Mineralien im (nassauischen) In- und Ausland als denn für ihre Ergiebigkeit bekannt.

### Schließung
Die Grube wurde aufgrund der Erschöpfung der Vorkommen geschlossen.

## Geologie
Im Südosten und Osten des Rheinischen Schiefergebirges liegt das sogenannte „Hessische Synklinorium“, wozu auch das Lahn-Dill-Gebiet gehört. Das, durch Überschiebung und Faltung im Paläozoikum (Devon) entstandene, Hessische Synklinorium weist geologisch einen komplizierten Aufbau auf. Es ist gekennzeichnet durch Bruchlinien, Hebungen und Verwerfungen. Im Lahn-Dill-Gebiet finden sich keine größeren zusammenhängenden Vorkommen.